# Pierre Besnier
Pierre Besnier (Tours, 1648. január 11. – Konstantinápoly, 1705. szeptember 8.) francia jezsuita és irodalmár.

## Életpályája
Pierre Besnier 1648-ban született a franciaországi Tours-ban. Miután 1663-ban belépett a Jézus Társaságába, filológiai tanulmányoknak szentelte magát, élete nagy részét külföldön töltötte.
Híres volt csodálatos memóriájáról és nyelvtudásáról.
Közreműködött Gilles Ménage "Dictionnaire étymologique" című művében és az Újszövetség fordításában Bouhours és Letellier atyákkal.

## Főbb munkái
- La reunion des langues, ou L'art de les apprendre toutes par une seule (1674)
- Dictionaire étymologique ou Origines de la langue françoise (1694)
- Discours sur la sciences des étymologies (1694)